# Fos (Hérault)
Fos (okzitanisch: Fòs) ist eine französische Gemeinde mit 131 Einwohnern (Stand 1. Januar 2022) im Département Hérault in der Region Okzitanien. Sie gehört zum Arrondissement Béziers und zum Kanton Cazouls-lès-Béziers.

## Lage
Die Gemeinde Fos liegt an der oberen Thongue, etwa 25 Kilometer nordnordöstlich von Béziers. Umgeben wird Fos von den Nachbargemeinden Pézènes-les-Mines im Norden, Montesquieu im Osten und Süden sowie Roquessels im Westen.

## Bevölkerungsentwicklung
| Jahr                       | 1962 | 1968 | 1975 | 1982 | 1990 | 1999 | 2009 | 2020 |
| Einwohner                  | 109  | 92   | 69   | 66   | 80   | 96   | 88   | 128  |
| Quellen: Cassini und INSEE |      |      |      |      |      |      |      |      |

## Sehenswürdigkeiten

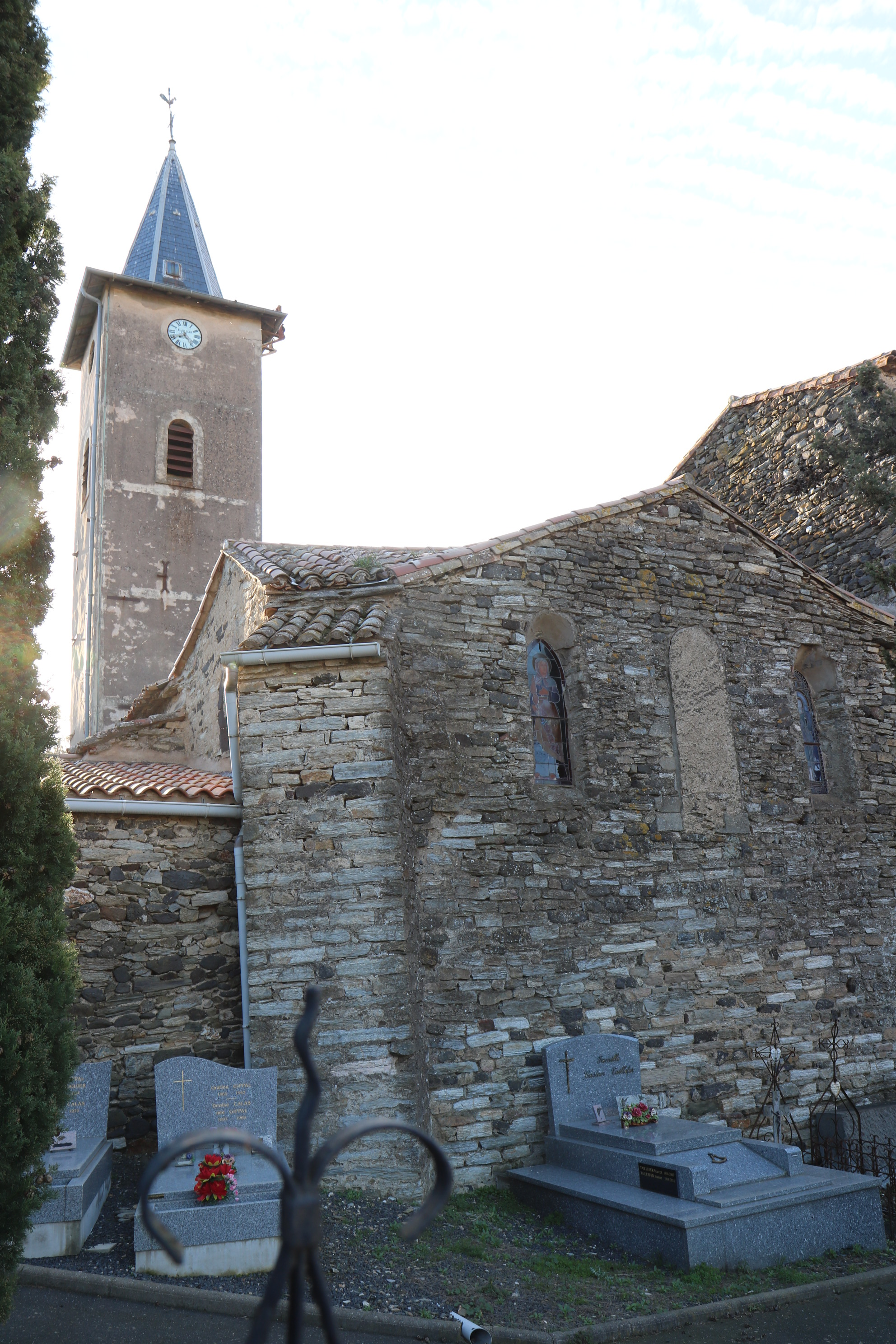
Kirche Saint-Jean
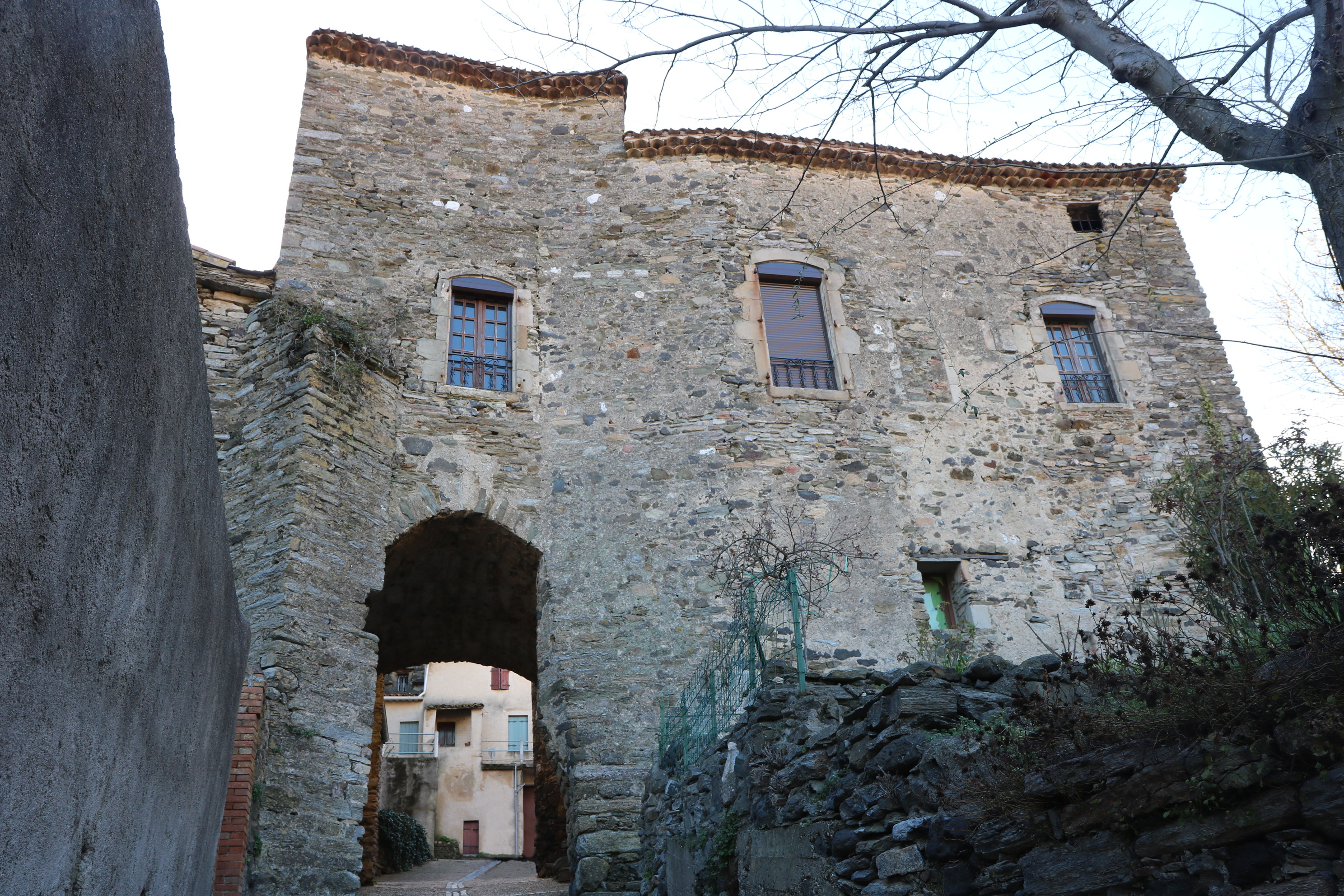
Schloss von Fos

- Kirche Saint-Jean
- Schloss von Fos